# Roberto Garretón
Roberto Garretón Merino (Santiago de Chile, 21 de diciembre de 1941- ibidem, 27 de diciembre de 2021) fue un abogado chileno, defensor de los derechos humanos. Fue Jefe del Área Judicial de la Vicaría de la Solidaridad, funcionario de Naciones Unidas y Representante para América Latina y el Caribe de la Alta Comisionada de las Naciones Unidas para los Derechos Humanos. En 2020 recibió el Premio Nacional de los Derechos Humanos de Chile.

## Abogado de Derechos Humanos
Fue hijo del exdiputado Manuel Antonio Garretón Walker y de María Luisa Merino. Tenía dos hermanos: Carmen Garretón, exfuncionaria de la Vicaría de la Solidaridad, y el sociólogo Manuel Antonio Garretón, académico de la Universidad de Chile.
Cursó sus estudios básicos y medios en el Colegio de los Sagrados Corazones de Santiago, luego estudió derecho en la Facultad de Derecho de la Universidad de Chile. En 1967 juró como abogado. Se inició cómo abogado siendo funcionario público de la Empresa EMOS.

### La Vicaría de la Solidaridad
Luego del Golpe Militar de 1973, se incorporó al equipo de abogados del Comité Pro Paz, bajo la jefatura de José Zalaquett, equipo jurídico que tuvo como tarea la defensa de los perseguidos en Consejos de Guerra, como la interposición de Recursos de Amparo. Desde el año 1976 fue parte del equipo de abogados de la Vicaría de la Solidaridad encabezados por el abogado Alejandro González. Desde el año 1981 fue Jefe del Área Judicial de la Vicaría de la Solidaridad. En los primeros años de la Vicaría los abogados siguieron interponiendo recursos de amparo por los detenidos desaparecidos, prisioneros políticos que eran detenidos por la DINA. Luego en los años 80 surge una nueva represión de parte de la CNI caracterizada por la tortura a los presos políticos. Los abogados de la Vicaría interponían querellas por estos delitos, pero sin obtener respuesta de parte del Poder Judicial. Un trabajo importante de la Vicaría fue aportar información sobre la situación de los derechos humanos en Chile. Desde 1975 hasta 1990 se aportó información al Grupo de Trabajo sobre la situación de los derechos humanos en Chile, creado en 1975, y disuelto en 1979. Desde 1979 hasta 1990, se entregaron datos a los Relatores Especiales sobre la situación de los derechos humanos en Chile: Abdoulaye Diéyé, 1979 - 1983, Rahjsoomer Lallah 1983 - 1985) y Fernando Volio Jiménez 1985 - 1990.
El día 3 de septiembre de 1987 fue detenido como luego encargado reo por “supuestas ofensas a las Fuerzas Armadas” por orden de la Primera Fiscalía Militar de Santiago. La acusación emanó de un artículo publicado por el abogado en la Revista Mensaje sobre la situación de los derechos humanos en Chile durante el año 1986. Obtuvo la libertad condicional, luego fue sobreseído.

### Embajador por los Derechos Humanos
Al regreso de la democracia en Chile, el gobierno de Patricio Aylwin comprendió que tenía una deuda enorme en el tema de los derechos humanos luego de años de ostracismo por la dictadura. Para ello se encomendó a Roberto Garretón encabezar el nuevo departamento de derechos humanos de la Cancillería. Este departamento tuvo como tarea el integrar a Chile en los tratados de derechos humanos que no habían sido aceptados por la dictadura. Como su participación en instancias internacionales de derechos humanos, como la entrada de Chile en el sistema interamericano de derechos humanos, al entrar en vigencia la Convención Americana sobre Derechos Humanos en Chile. En el año 1993 fue elegido Vicepresidente de la Conferencia Mundial de Derechos Humanos celebrada en Viena. Ese mismo año fue elegido Vicepresidente de la Comisión de Derechos Humanos de las Naciones Unidas. En estos cargos debió participar en los debates relativos a la creación de mandatos sobre pueblos indígenas, derecho al desarrollo, libertad de expresión, independencia de jueces y abogados y otros. Entre 1991-1994 participó en la discusión de la Declaración sobre el derecho y el deber de los individuos, los grupos y las instituciones de promover y proteger los derechos humanos y las libertades fundamentales universalmente reconocidos, finalmente adoptada en 1999. Fue miembro del Grupo de Trabajo sobre Detenciones Arbitrarias, entre los años 1991-2000 y 2008 a 2014. Además tuvo una importante labor gremial en el Colegio de Abogados de Chile siendo nombrado integrante del Directorio entre los años 1987-1991; 1991-1995 y 2000-2001.

### Funcionario de Naciones Unidas
Luego dejar la Cancillería en Chile en el año 1994 se inició su carrera como funcionario internacional de los Derechos Humanos, ese año fue elegido representante en Chile del Alto Comisionado de las Naciones Unidas para los Refugiados (ACNUR). En el año 2001 asumió como representante para América Latina y el Caribe de la Alta Comisionada de las Naciones Unidas para los Derechos Humanos, nombrado por Mary Robinson. Estando a cargo de la oficina regional del Cono Sur del Alto comisionado, con sede en Santiago. En el año 2006 fue nombrado como integrante del Consejo Asesor del Secretario General de las Naciones Unidas sobre Prevención del Genocidio. En el año 2008 fue nombrado comisionado de la Comisión Internacional de Juristas. En su rol de funcionario de Naciones Unidas debió asumir distintos encargos en Misiones especiales para reunir información sobre la situación de los derechos humanos en distintos países: Colombia, Perú, Paraguay, Uruguay, Indonesia (incluido Timor Oriental, durante la ocupación), México, El Salvador, Honduras, Guatemala, Brasil, Argentina, Senegal, Ruanda, Uganda, Zaire (luego República Democrática del Congo), Etiopía, Filipinas, Sierra Leona, Chad, Togo, Malasia, Tailandia, Georgia, Italia, Marruecos, Túnez, Libia. Durante los años 1994 y 2001, debió ser el Relator Especial sobre la situación de los derechos humanos en el Zaire, luego República Democrática del Congo elaborando informes sobre la delicada situación de este país en una constante guerra civil. En su calidad de Relator Especial debió comparecer, en tres oportunidades, ante el Consejo de Seguridad de las Naciones Unidas, para la presentación oral de los informes sobre los derechos humanos en la República Democrática del Congo como participar del debate de los mismos con los representantes de los estados presentes. En el año 2009 fue testigo en el juicio contra Tomás Lubanga, ante la Corte Penal Internacional.

### Educación en Derechos Humanos
Participó en numerosas instancias como profesor en temas de derechos humanos:
- Alto Comisionado de las Naciones Unidas para los Refugiados – ACNUR. Cátedra de Derechos Humanos Sergio Vieira de Mello y la Universidad de la República, Uruguay: Curso de derechos humanos a profesores universitarios del Cono Sur (2004, 2005).
- Instituto Interamericano de Derechos Humanos, Curso a defensores en Antigua, Guatemala (1995).
- Diplomado de Estudios Públicos del Instituto de Ciencia Política de la Universidad de Chile, (1998 y 1999)
- Instituto Interamericano de Derechos Humanos. Profesor en los Cursos Interdisciplinarios (2002, 2003, 2004 y 2005), y en los Cursos de Sociedad Civil (2002 y 2004).
- Comisión Andina de Juristas. Cursos anuales Lima 1993, 1994; Caracas 1995, Lima, 2002; Santiago 2003.
- Centro de Estudios Legales y Sociales (CELS) de Argentina, 1996 y 1997
- Universidad Europea de Madrid. Curso derechos humanos en la Escuela de Verano. Málaga, España, julio de 1998
- Servicio Internacional de Derechos Humanos (Ginebra), Curso para Defensores Africanos de Derechos Humanos, Dakar, octubre de 1999
- Facultad de Derecho de la Universidad de Educación a Distancia (UNED) de Madrid y Academia de Oficiales de la Guardia Civil, XII Seminario Duque de Ahumada sobre derechos humanos y derecho internacional humanitario, de formación de policías, Madrid, 10 y 11 de mayo de 2000.[2]

## Activista por los derechos humanos en Chile
Entre los años 1999 y 2000 fue integrante de la “Mesa de Diálogo de derechos humanos en Chile” en su calidad de abogado defensor de derechos humanos participó de esta convocatoria del Gobierno de Chile para discutir con las Fuerzas Armadas, sobre las violaciones de derechos humanos que se produjeron durante la dictadura de Pinochet. Ha sido miembro de las corporaciones: Corporación Harald Edelstam, (integrante del Directorio desde 2009, y entre 2010 y 2012, Vicepresidente), Instituto de la Mujer (desde 2000, integrante del Directorio), el Capítulo Chileno del Ombudsman (desde 1985; desde 2003 a 2009, Vicepresidente), la Comisión Chilena de Derechos Humanos, organización no gubernamental chilena (1994-2015) y la Comisión Internacional de Juristas (CIJ), comisionado desde 2008. Fue Consejero (integrante del Consejo) del Instituto Nacional de Derechos Humanos en Chile, durante los años 2010-2016, nominado por consenso por la Cámara de Diputados.
El 4 de mayo de 2013 fue uno de los fundadores del movimiento Marca AC, que buscaba redactar una nueva Constitución Política para Chile mediante el establecimiento de una asamblea constituyente.

## Premio Nacional de los Derechos Humanos 2020
El 14 de agosto de 2020, el Instituto Nacional de Derechos Humanos de Chile le entregó en una ceremonia virtual el Premio Nacional de los Derechos Humanos. Al recibir el premio conferido el abogado se refirió a su trayectoria en materia de defensa de los derechos humanos durante la dictadura. Hizo un reconocimiento a sus compañeros de labor en la defensa de los derechos humanos, en el Comité Pro Paz y la Vicaría de la Solidaridad. Recordó que para el Golpe Militar del  11 de septiembre de 1973 “yo ejercía como abogado laboralista.  Pero ese evento tuvo tal impacto en mi vida personal y profesional que me hizo mirar el derecho con una perspectiva diferente, asumiendo como propia la visión de un filósofo español: “el derecho sirve para la vida, o no sirve para nada”. Roberto Garretón recordó lo sucedido en Chile a partir del estallido social de octubre de 2019 en relación con las violaciones a los derechos humanos: 

“Todos los Informes de las organizaciones de derechos humanos durante el estallido, muestran una violación generalizada a través del uso de la violencia por parte de las fuerzas policiales, herramientas del Estado que tienen el encargo de hacer respetar estos derechos. Una completa investigación de los crímenes que se haya cometido y su correspondiente castigo, así como una profunda reestructuración de todas las instituciones que participan del orden público, son requisitos para mantener y profundizar nuestra democracia y para darle legitimidad a tales instituciones”.

## Despedida del jurista
El 27 de diciembre en el Museo de la Memoria y los Derechos Humanos se realizó el velorio de Roberto Garretón para rendirle un homenaje popular. Quien fue uno de los primeros en rendir un tributo fue el entonces presidente electo Gabriel Boric quien destacó que el abogado de Derechos Humanos “Fue una persona gracias a la cual muchas otras hoy están vivas”, agregando que:

“Honrar su legado es nuestro deber como generación, lo digo como futuro presidente y como joven. Quienes lucharon para defender los Derechos Humanos son una inspiración para nosotros”.

Durante la jornada se hicieron presentes miembros de agrupaciones de derechos humanos quienes destacaron el trabajo por la defensa de los derechos humanos tanto en Chile como su servicio en Naciones Unidas. Al día siguiente se realizó una misa de despedida en la iglesia San Ignacio.

## Distinciones
- Premio Monseñor Leonidas Proaño, por la defensa de los Derechos Humanos otorgado por la Asociación Latinoamericana para los Derechos Humanos (ALDHU). (1989). El premio fue compartido con Rigoberta Menchú, Guillermo Ungo y Paulo Freire.
- Premio Ruth Pearce, otorgado por el Servicio Internacional de Derechos Humanos al diplomático más comprometido en la defensa de los derechos humanos (1993).
- Premio Palme Nationale des Droits de l’Homme, del Consejo Nacional de Derechos Humanos en Islam, Kinshasa, República Democrática del Congo (1999).
- Oficial de la Legión de Honor, distinción otorgada por el Gobierno de Francia (2003).
- Premio René Cassin a los Derechos Humanos, otorgado por B'nai B'rith Chile (2019).[7]
- Premio Nacional de los Derechos Humanos, otorgado por Instituto Nacional de Derechos Humanos de Chile (2020).[8]

## Libros publicados
- Por la Fuerza sin la Razón, Análisis de los Bandos Militares de la Junta Militar de Chile”, coautor en conjunto por Manuel Antonio Garretón, Carmen Garretón y Roberto Garretón. Editorial LOM, 1998.

## Artículos
- La democracia incompleta en Chile: La realidad tras los rankings internacionales. Coautor con Manuel Antonio Garretón. En Revista de Ciencia Política, Santiago, vol.30, No 1/2010, págs 115-148 Archivado el 2 de abril de 2018 en Wayback Machine.
- Principios de Derechos Humanos Los Derechos Humanos y la función policial
- Derechos humanos y políticas públicas en Políticas públicas de Derechos Humanos en el Mercosur
- Intervención abogado Roberto Garretón en la Mesa de Diálogo
- Report for the International Criminal Court
- La sociedad civil. como agente de promoción. de los derechos económicos, sociales y culturales
- Políticas de Estado para la consolidación de la democracia y el fortalecimiento del sistema de justicia
- Informe sobre la situación de los derechos humanos en la República Democrática del Congo (enero de 1998)